# (77755) Delémont
(77755) Delémont est un astéroïde de la ceinture principale.

## Description
(77755) Delemont est un astéroïde de la ceinture principale. Il fut découvert le 13 août 2001 à Vicques (Jura) par l'observatoire de Vicques. Il présente une orbite caractérisée par un demi-grand axe de 3,06 UA, une excentricité de 0,04 et une inclinaison de 11,6° par rapport à l'écliptique.

## Compléments